# Výpravka

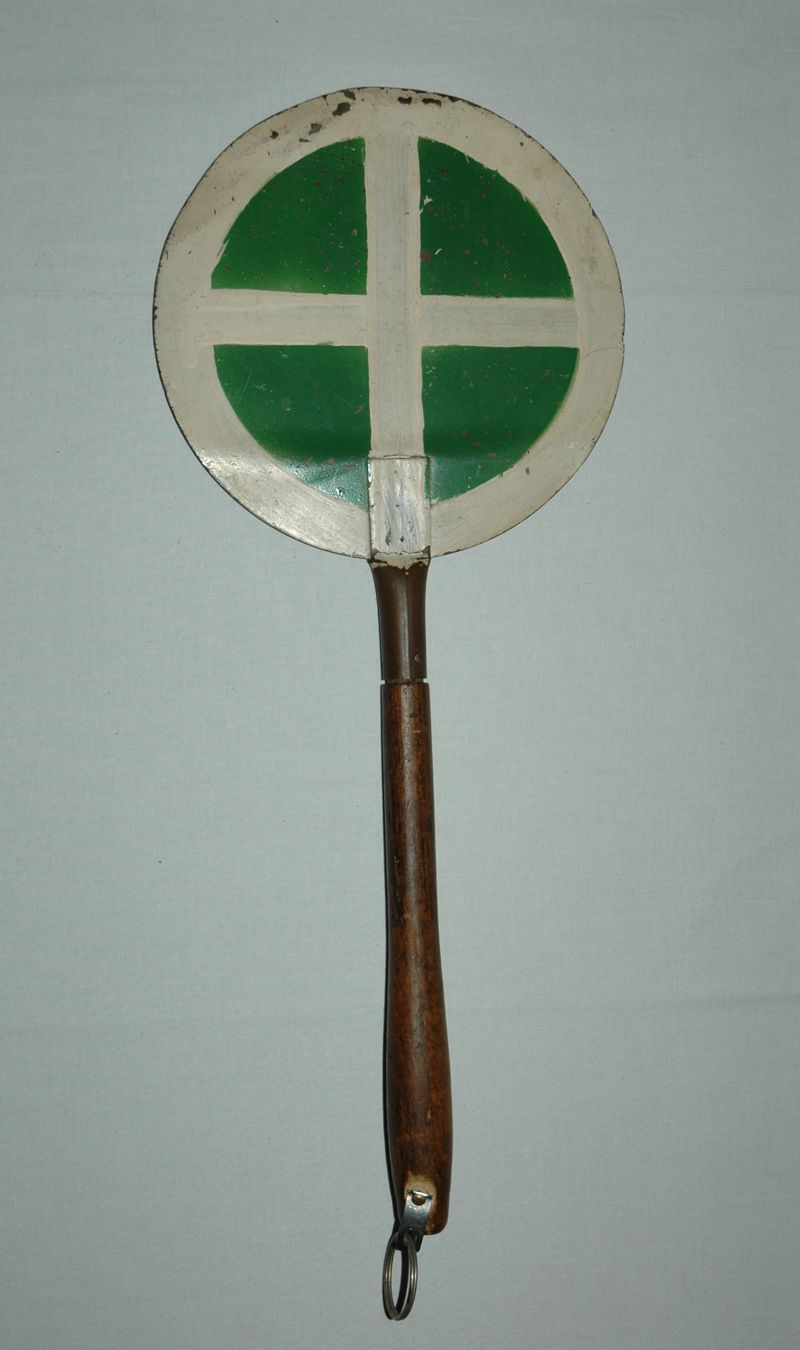
Denní výpravka

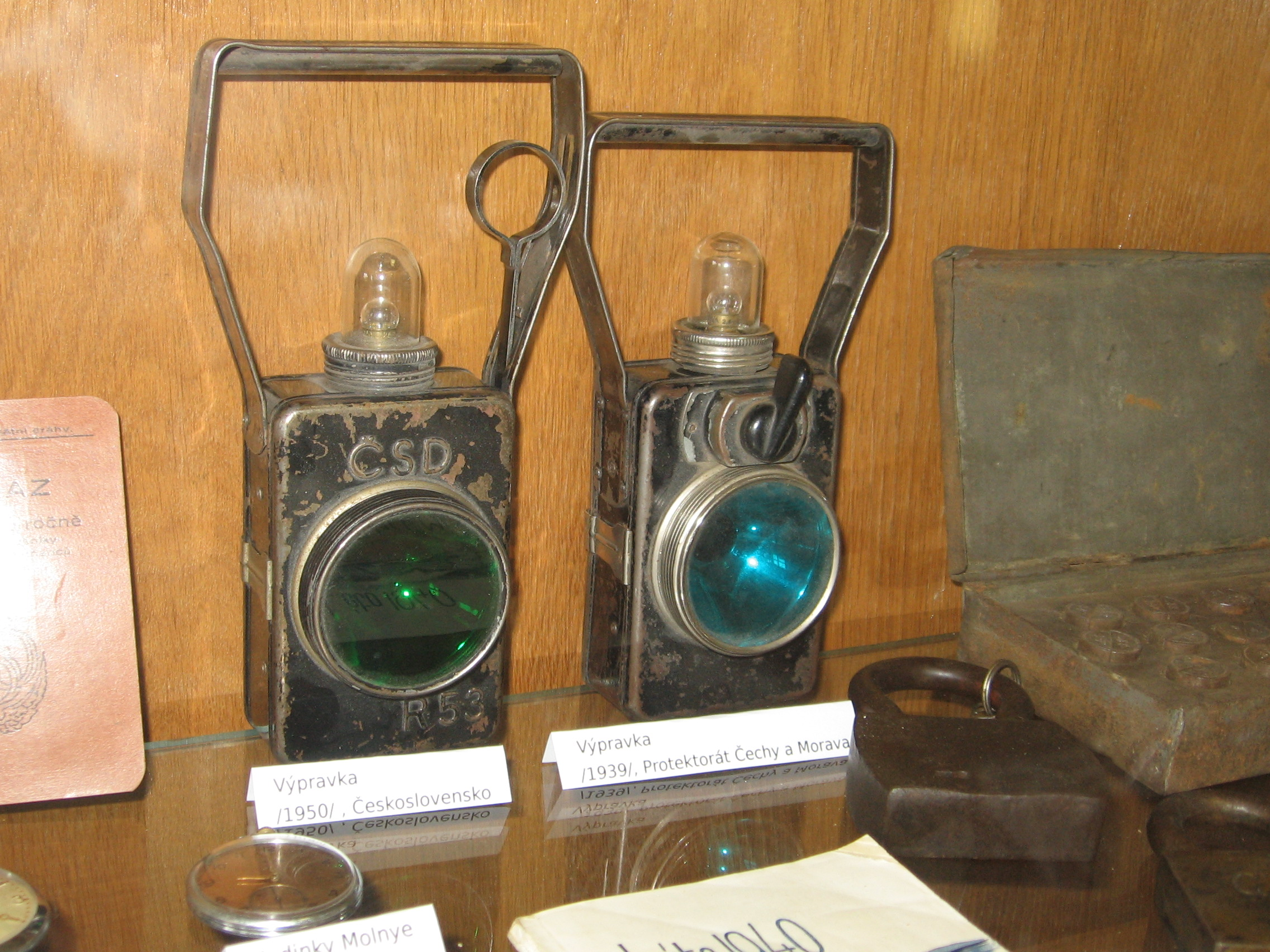
Historické noční výpravky

Výpravka (lidově plácačka) je ruční návěstidlo, které výpravčí používá při výpravě vlaku.
Ani vypravování vlaků výpravkou nebylo samozřejmostí odjakživa. Bylo zavedeno až v r. 1932 a ta výpravka byla modrá! V tom se i filmaři rádi pletou – běžně vidíme, že v příběhu odehrávajícím se před válkou výpravčí zvedne dnešní zelenou výpravku.

## Historie
Na všech tratích Československých státních drah byla výprava vlaků výpravkou jednotně zavedena 10. května 1932. V Česku je výprava vlaků výpravkou postupně rušena, což souvisí mj. s postupujícím výstavbou dálkově ovládaného zabezpečovacího zařízení.

## Druhy výpravek
Výpravky se dělí na dva základní druhy:
- denní – jedná se o malý kruhový terč na násadě, na terči bílé barvy je zelený kruh rozdělený bílým křížem na čtyři stejně velké kruhové výseče
- noční – speciální baterka (kapesní svítilna) se zeleným světlem

Noční výpravka se používá v noci a za snížené viditelnosti (šero, mlha apod.), v ostatních případech se používá denní výpravka.
Termín „výpravka“ a podoba výpravky pro českou celostátní dráhu a regionální dráhy a vlečky jsou stanoveny v popisu základních návěstí v příloze č. 1 Dopravního řádu drah (vyhlášky 173/1995 Sb.). Výpravka je zmíněna u dvou návěstí pro výpravu vlaku: 
- výzva k pohotovosti (dávaná výpravkou ve vodorovné poloze kolmo ke koleji a návěstním znakem k zemi)
- odjezd (výpravkou drženou ve vzpažené ruce terčíkem směrem k vedoucímu drážnímu vozidlu, popřípadě doplněné krátkým vodorovným kývavým pohybem výpravky)

U popisu návěsti „odjezd“ je výpravka slovně popsána jako „zelený terčík s bílým okrajem a bílým křížem“. K tomu je připojeno grafické schematické vyobrazení postavy výpravčího s výpravkou dávajícího návěst, na němž je podoba výpravky jen miniaturní. 
Pro noční zařízení používá dopravní řád drah pouze výraz „zelené světlo“, resp. „svisle pohybované zelené světlo“, při výzvě k pohotovosti „zelené světlo, vodorovně pohybované ve výši ramen“, a výpravkou jej nenazývá.
Pro pražské metro stanoví podobu výpravky provozní předpis Dopravního podniku hl. m. Prahy D 1/1, Návěstní předpis pro metro. Jako denní výpravka je zde popsán a vyobrazen zelený terč s bílým mezikružím, jako noční výpravka svítilna se zeleným světlem. Případy, kdy se taková návěst dává, jsou stanoveny v předpise D 2/1. Tuto návěst dává ve stanicích dozorčí stanice (SPT) označený červenou služební čepicí.
V české tramvajové dopravě se výpravka nepoužívá. Je-li třeba dávat návěst „Odjezd“, dává se pouze píšťalkou nebo máváním paží ohnutou v lokti ve směru jízdy.

## Výprava vlaku výpravkou
Postup při výpravě vlaku výpravčím je podobný při použití denní i noční výpravky a skládá se z těchto kroků:
- výpravčí dá návěst Výzva k pohotovosti – denní výpravkou v úrovni pasu sklopenou návěstním znakem zemi nebo vodorovnými pohyby noční výpravkou; podle potřeby dá tuto návěst i píšťalkou (jeden krátký a jeden dlouhý zvuk)
- doprovod vlaku (průvodčí a vlakvedoucí) dají stanoveným způsobem návěst Pohotovi k odjezdu a poté Souhlas k odjezdu
- výpravčí dá návěst Odjezd – držením denní výpravky tak, aby byl návěstní znak otočen směrem ke strojvedoucímu (případně lze doplnit kratšími svislými nebo vodorovnými pohyby výpravky) nebo svislými pohyby noční výpravky se světlem otočeným ke strojvedoucímu.

Od 1. 7. 2013 se používá pouze návěst „Odjezd“. Poslední bod se přesouvá na začátek, Výzvu k pohotovosti (jeden krátký a jeden dlouhý zvuk píšťalkou, nebo lokomotivní houkačkou) dává strojvedoucí, může dát též Výzvu strojvedoucího opisováním písmene „V“ dlaní, nebo bílým světlem.
V případě výpravy nákladního vlaku, kde je pouze strojvedoucí, stačí použít výpravku.